# 이스라엘 히메네스
이스라엘 히메네스(Israel Sabdi Jiménez Nañez, 1989년 9월 13일 ~ )는 멕시코의 축구선수로 포지션은 라이트백이다.

## 수상

### 클럽
UANL
- 리가 MX: 2011A, 2015A, 2016A, 2017A, 2019C
- 코파 MX: 2014C
- 캄페온 데 캄페오네스: 2016, 2017, 2018
- 북아메리카 수페르리가: 2009
- 캄페오네스컵: 2018

### 국가대표
- CONCACAF컵: 2015
- 올림픽 금메달: 2012